# Spermatozoïde

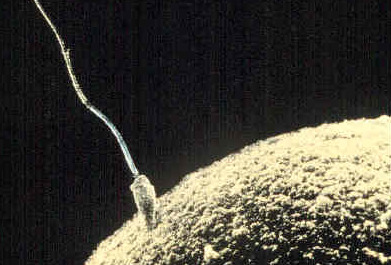
Fécondation d'un ovule par un spermatozoïde humain.

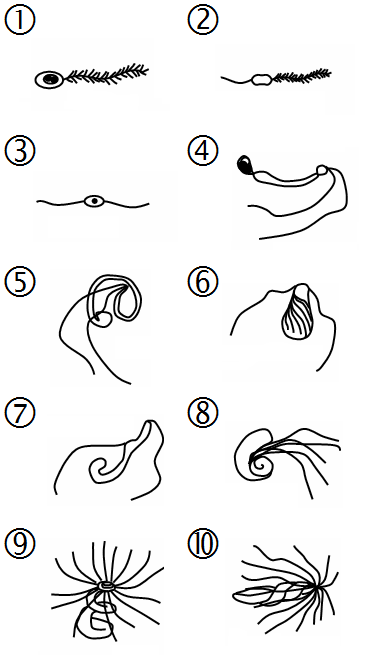
Spermatozoïdes de différents végétaux et algues :
(1) Diatomée (2) Laminaire (3) Fucus
(4) Marchantia (5) Plytrichum (mousse)
(6) Lycopodium (7) Sélaginelle
(8) Psilotum (9) Polypodium
(10) Equisetum

Un spermatozoïde est une cellule reproductrice (ou gamète) mâle mobile, intervenant dans la reproduction sexuée. Lors de la fécondation, le spermatozoïde s'unit à un ovocyte (gamète femelle) pour former une cellule-œuf, qui se développera ensuite en embryon pour donner un nouvel individu.
Chaque spermatozoïde comprend un noyau, un système de locomotion (généralement un flagelle) et une vésicule nommée acrosome, riche en enzymes, qui lui permettront de pénétrer dans l'ovule. Le spermatozoïde est motile, il peut se déplacer par ses propres moyens, contrairement à l'ovule.
Le spermatozoïde est une cellule haploïde, qui ne contient qu'un seul exemplaire de chaque chromosome. Son union avec l'ovule, lui aussi haploïde, permet de constituer une cellule-œuf diploïde, qui contient deux exemplaires (une paire) de chaque chromosome. Chacun des gamètes apporte donc la moitié du patrimoine génétique du futur individu, ce qui assure le brassage génétique au sein d'une espèce.

## Historique
Les spermatozoïdes ont été décrits pour la première fois en 1677 par Antoni van Leeuwenhoek.

## Motilité
La motilité des spermatozoïdes est généralement assurée par les mouvements ondulatoires d'un flagelle. Ils peuvent aussi posséder plusieurs flagelles (deux pour les fucus et les bryophytes par exemple) ou encore des cils (Ginkgo biloba), ou même des lamellipodes (Ascaris).
Chez les mammifères, la motilité des spermatozoïdes est augmentée lors de la capacitation dans les voies génitales femelles. La progestérone produite par les cellules folliculaires (corona radiata) autour de l'ovocyte augmente également leur motilité en faisant rentrer des ions Ca2+ dans le cytoplasme des spermatozoïdes, en ouvrant un canal calcique appelé CatSper (en).
« Quand ils nagent, leur queue ondule comme un serpent ; ils sont comme des anguilles dans l’eau », écrivit Antoni van Leeuwenhoek (1632-1723), lors des premières observations de spermatozoïdes humains. Cependant l'animal dont la nage évoque le mieux celle des spermatozoïdes humains, c’est: la loutre. Cet animal aime à tournoyer, batifoler tout en nageant avec agilité. Le 31 juillet 2020, une équipe internationale de chercheurs, des universités de Bristol et de Mexico, ont mis en évidence que le flagelle du gamète mâle, au lieu d’osciller symétriquement, ondule toujours du même côté, dans un mouvement complexe. Le flagelle s’enroule sur lui-même à mesure qu’il avance, cela permet au spermatozoïde humain de ne pas tourner en rond. Ainsi, dans le système génital féminin, il peut atteindre la vitesse de 2 à 6 millimètres par minute, selon les estimations réalisées à partir d'une modélisation mathématique. « Cette étude met en évidence que le flagelle du spermatozoïde (humain) est équipé de mécanismes de régulation complexes qui lui permettent de nager. » (Hermes Gadêlha et al., 2020)

## Spermatozoïdes des mammifères

Schéma annoté d'un spermatozoïde humain.

Les spermatozoïdes des mammifères sont très similaires aux spermatozoïdes humains, constitués d'une tête et d'un unique flagelle qui assure leur motilité.

### Structure
Les spermatozoïdes des mammifères sont constitués de deux grandes parties : la tête et le flagelle, reliés par une pièce connectrice (col ou collet). Le volume du cytoplasme est très réduit.
La tête est constituée essentiellement du noyau, qui renferme sous une forme extrêmement condensée le matériel génétique (ADN), et de l'acrosome, qui contient des enzymes permettant au spermatozoïde de traverser la zone pellucide de l'ovocyte pour le féconder.
Le flagelle est constitué d'un filament axial ou axonème ; dans la première partie du flagelle (pièce intermédiaire), l'axonème est entouré de mitochondries qui fournissent l'énergie nécessaire à ses mouvements ; dans la deuxième partie (pièce principale), il n'est plus entouré que d'un réseau de fibres denses, qui disparait à son tour dans la troisième partie (pièce terminale).

### Formation
La spermatogénèse a lieu dans les tubes séminifères situés dans les testicules.

### Trajet des spermatozoïdes dans l'organisme masculin
Les spermatogonies avant d'être des spermatozoïdes commencent leurs vies au niveau des tubes séminifères situés dans les testicules. Ils ont alors une évolution centripète c'est-à-dire que plus on s'approche de la lumière du tube plus ces spermatogonies sont évoluées. Après spermiation, qui est le terme employé pour parler de la libération des spermatozoïdes dans la lumière du tube séminifère, ces derniers vont se diriger vers les canaux efférents et vont continuer leurs trajets dans l'épididyme pour enfin arriver dans le canal déférent, canal qui deviendra le canal éjaculateur une fois sorti de la vessie. Ces derniers sont à la suite dirigés vers la prostate pour sortir dans l'urètre et finalement sortir par le méat urétral. 

### Trajet des spermatozoïdes dans l'organisme féminin
Au moment de l'éjaculation environ 200 à 300 millions de spermatozoïdes vont être libérés dans le vagin de la femme. Ils vont alors devoir passer une première barrière : le col de l'utérus qui contient la glaire cervicale. En période d'ovulation, cette glaire cervicale est lâche et permet le passage de la plupart des spermatozoïdes normaux, ainsi que leur capacitation (capacité des spermatozoïdes à devenir fécondants et à avoir un mouvement hyper-actif) dans l'utérus. Les spermatozoïdes anormaux (ayant des problèmes de mobilité ou une forme anormale), ainsi que quelques spermatozoïdes normaux vont être bloqués à ce niveau.

Une fois la glaire cervicale passée, les spermatozoïdes vont rentrer dans l'utérus et se déplacer vers les trompes de Fallope grâce à leur flagelle, aux contractions du muscle utérin ainsi qu'aux cellules ciliées de l'épithélium des trompes. Certains spermatozoïdes vont se tromper de trompe ce qui réduit encore leur nombre et correspond à la seconde barrière. On estime, qu'environ 1000 spermatozoïdes vont arriver au niveau de l'ampoule tubaire (tiers supérieur de la trompe) où se trouve l'ovocyte prêt à être fécondé.

### Système de détermination sexuelle
Le sexe de la plupart des mammifères est déterminé par le système XY de détermination sexuelle : les femelles possèdent deux chromosomes X (XX) tandis que les mâles possèdent un chromosome X et un chromosome Y (XY). L'ovule contient donc toujours un chromosome X, tandis que le spermatozoïde contient soit un chromosome X, soit un chromosome Y. C'est donc le spermatozoïde fécondant qui déterminera le sexe du futur petit : s'il contient un chromosome X, ce sera une femelle, s'il contient un chromosome Y, un mâle.

### Spermatozoïdes géants
Des spermatozoïdes d' ostracodes fossiles vieux de 17 millions d'années ont été découverts. Les recherches, objet d'une coopération internationale autour d'une équipe de l'université de Nouvelle-Galles du Sud, ont été menées à partir de 66 échantillons trouvés en 1988 sur le site fossilifère de Riversleigh, dans l’État du Queensland (Australie). Elles ont mis en évidence la présence de la structure hélicoïdale typique des organites à l'aide desquelles les spermatozoïdes des ostracodes se déplacent. La membrane nucléaire de ces gamètes est restée visible, bien que l'ADN qu'elle contenait ait disparu. Bien que difficiles à mesurer avec précision, ce sont, comme c'est classiquement le cas pour ces espèces, des spermatozoïdes géants, d'une taille du même ordre de grandeur que celle du corps de l'animal (de 1,2 à 1,3 mm). Les mâles de certaines espèces produisent des spermatozoïdes d'une longueur de 6 mm, soit dix fois leur taille. Sur les femelles ont été relevés des conduits internes d'une longueur pouvant atteindre quatre fois celle du corps de l'animal, également comparable à ce qui peut être observé sur les espèces actuelles. L'ensemble des observations indique un mode de reproduction resté inchangé depuis 17 millions d'années.

## Anecdote
Les mérions superbes sont parmi les animaux qui produisent le plus de spermatozoïdes : jusqu’à huit milliards en une fois. La femelle de cet oiseau de la taille d'une main humaine a un comportement sexuel très libre ce qui exacerbe la compétition entre spermatozoïdes et serait la raison de cette profusion.
Dans le monde animal, la quantité de spermatozoïdes produits par individu d'une espèce donnée n'est cependant pas en rapport direct avec sa taille. D'autre part, les animaux à fécondation externe, par exemple des vertébrés comme les poissons ou des invertébrés comme les oursins, produisent des quantités souvent très importantes de spermatozoïdes (de 1 à 10 milliards par individu). Cette très grande quantité de gamètes mâles est liée à un aspect de leur stratégie de reproduction dans le milieu externe qui, en dispersant leurs spermatozoïdes dans un très grand volume d'eau, favorise la rencontre avec les ovules.
De même, la taille des spermatozoïdes n’a pas de rapport avec celle du mâle qui les produit : le spermatozoïde le plus long connu à ce jour[Quand ?] (environ 6 centimètres) est celui de Drosophila bifurca, dont la taille ne dépasse pas 3 millimètres.